# Arenaria ciliolata
Arenaria ciliolata är en nejlikväxtart som beskrevs av Michael Pakenham Edgeworth och Hook. f. Arenaria ciliolata ingår i släktet narvar, och familjen nejlikväxter. Utöver nominatformen finns också underarten A. c. pendula.